# Tuần hành phụ nữ 2017
Tuần hành phụ nữ (tên gốc: Women's March, Women's March Movement, Women's Marches, Women's March on Washington, Sister Marches hay solidarity marches) là cuộc biểu tình chính trị diễn ra tại nhiều thành phố khắp thế giới từ ngày 21 tháng 1 năm 2017 để khuyến khích quyền phụ nữ, cải cách nhập cư, quyền LGBTQ và tuyên bố các vấn đề về bất bình đẳng chủng tộc, người lao động và môi trường. Tổng thống Hoa Kỳ Donald Trump tuyên thệ nhậm chức trước buổi tuần hành đúng 1 ngày, là một trong những nguyên nhân chính của đoàn tuần hành. Đây là cuộc biểu tình chống lại Trump lớn nhất hiện nay và là cuộc tuần hành trong 1 ngày lớn nhất trong lịch sử Mỹ.
Buổi tuần hành ban đầu tập trung quanh khu vực Washington, D.C. với cái tên Tuần hành phụ nữ tại Washington. Chương trình muốn "gửi một thông điệp mạnh mẽ đến chính quyền mới trong ngày đầu tiên nhậm chức và tới toàn thế giới rằng quyền phụ nữ cũng là quyền con người." Buổi tuần hành được truyền tiếp từ Washington, D.C. trên hệ thống YouTube, Facebook và Twitter. Các cuộc tuần hành còn diễn ra khắp thế giới, với khoảng 408 buổi được báo cáo tại Hoa Kỳ và 168 buổi tại nhiều quốc gia khác. Chương trình thu hút hàng trăm ngàn người tới D.C. và hàng triệu người toàn cầu.

## Bối cảnh
Ban tổ chức ban đầu dự tính cuộc tuần hành diễn ra ngày 9 tháng 11 năm 2016, sau ngày bầu cử. Sự kiện này như một lời đáp trả trước chiến dịch hùng biện mang tính chia rẽ, phân biệt chủng tộc và phụ nữ của ông Trump. Teresa Shook tại Hawaii tạo nên một sự kiện trên hệ thống Facebook và mời 40 bạn bè của cô đến dự buổi tuần hành tại Washington. Nhiều trang Facebook khác do Evvie Harmon, Fontaine Pearson, Bob Bland và Breanne Butler thiết lập thu hút hàng ngàn phụ nữ đăng ký tuần hành. Harmon, Pearson và Butler quyết định hợp nhất và củng cố trang Facebook của họ, bắt đầu chiến dịch Tuần hành phụ nữ ở Washington. Để đảm bảo tính đa dạng về sắc tộc và xuất thân của ban tổ chức, Vanessa Wruble đã mời Tamika D. Mallory, Carmen Perez và Linda Sarsour vào danh sách đồng chủ trì, bên cạnh Bob Bland.
Ban tổ chức khẳng định buổi tuần hành không nhắm đến Trump mà "hoạt động thiên về quyền của phụ nữ nhiều hơn" và rộng hơn là "những vấn đề về công lý xã hội và nhân quyền, trải dài từ sắc tộc, giới tính, tôn giáo, nhập cư và chăm sóc sức khỏe".
Ban đầu mang tên "Tuần hành triệu phụ nữ", ban tổ chức sau cùng đổi lại thành "Tuần hành phụ nữ tại Washington", đặt theo tên cuộc biểu tình vì nhân quyền mà Martin Luther King Jr. đã có lời phát biểu "Tôi có một giấc mơ" nổi tiếng.

## Tham dự
Cuối tháng 12, ban tổ chức thông báo có hơn 100 tổ chức sẵn sàng hỗ trợ cuộc tuần hành và ủng hộ khắp các trang mạng xã hội. Đến ngày 18 tháng 1, hơn 400 tổ chức xuất hiện trong danh sách "Đối tác" trên trang mạng chính thức của cuộc tuần hành. Planned Parenthood và Natural Resources Defense Council là hai "đối tác chính" của chương trình.
Danh sách người phát biểu bao gồm Cecile Richards; Ilyasah Shabazz; Janet Mock; LaDonna Harris; Rabbi Sharon Brous; Sister Simone Campbell; Sophie Cruz; America Ferrera; Angela Davis; Gloria Steinem; Ashley Judd; Scarlett Johansson; Melissa Harris-Perry; Michael Moore; Randi Weingarten; Van Jones; Kristin Rowe-Finkbeiner; Roslyn Brock; thị trưởng Quận Columbia Muriel Bowser; Thượng viện Hoa Kỳ California Kamala Harris và Ai-jen Poo. Nhiều người nổi tiếng như Amy Schumer, Samantha Bee, Olivia Wilde, Lupita Nyong'o, Chelsea Handler, Zendaya, Katy Perry, Madonna và Cher tham dự cuộc biểu tình. Ngày 10 tháng 2, ban tổ chức thông báo America Ferrera là trưởng ban Nghệ sĩ của buổi tuần hành.

### Phê bình
Đồng chủ tịch danh dự Gloria Steinem nhận xét: "Hiến pháp của chúng ta không bắt đầu với 'Tôi, Chủ tịch nước.' Nó bắt đầu bằng: "Chúng tôi, nhân dân." Tôi tự hào là một trong hàng ngàn người đã đến Washington để làm cho rõ ràng rằng chúng tôi sẽ tiếp tục hoạt động cho một nền dân chủ mà chúng ta liên kết với nhau như là con người, không xếp hạng theo chủng tộc, giới tính, lớp học hay bất kỳ nhãn hiệu nào khác." 
America Ferrara nói: "Nếu chúng ta - hàng triệu người Mỹ tin vào lễ nghi phép tắc chung, vào điều tốt vĩ đại hơn, vào công bằng cho tất cả - nếu chúng ta rơi vào cái bẫy bằng cách chia rẽ chúng ta vì mục đích và nhãn hiệu của riêng mình,thì chúng ta sẽ làm suy yếu cuộc chiến của chúng ta và chúng ta sẽ thua cuộc. Nhưng nếu chúng ta cam kết với những gì hàn gắn chúng ta, nếu chúng ta đứng cùng nhau không dao động và quyết tâm, chúng ta sẽ có cơ hội cứu rỗi tâm hồn của đất nước chúng ta." 

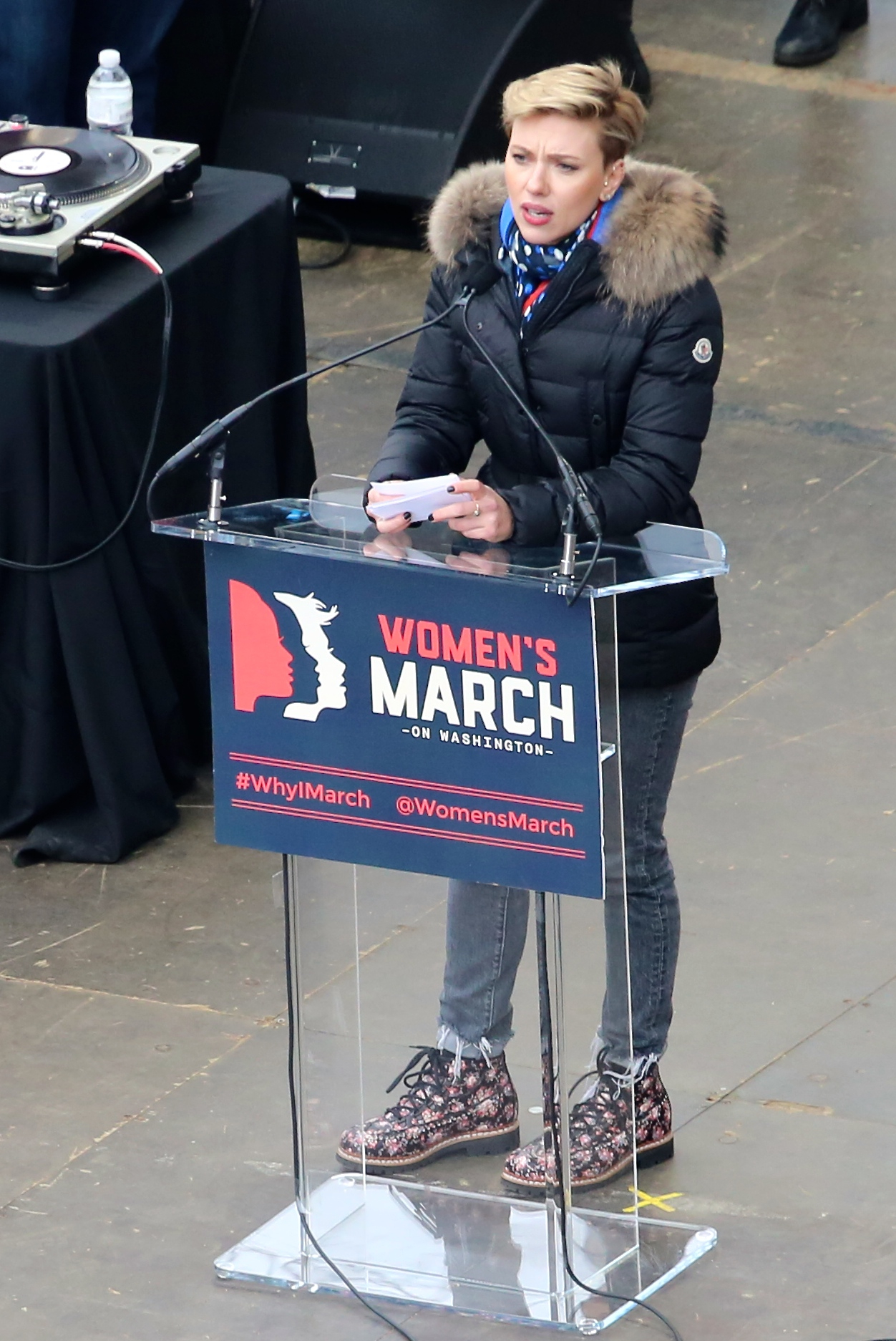
Scarlett Johansson tại cuộc Tuần hành phụ nữ tại Washington

Scarlett Johansson kêu gọi thay đổi dài hạn, "Một khi không khí nặng nề [của cuộc bầu cử] bắt đầu giảm đi, cơ hội cho một thay đổi thật lâu dài sẽ tới làm, không chỉ cho tương lai người Mỹ, nhưng trong cách chúng ta xem trách nhiệm của chúng ta để tham gia và tiếp tục hoạt động trong cộng đồng của chúng ta.  Không để gánh nặng trì kéo bạn xuống, nhưng giúp đỡ nhau để kiên định quan điểm của mình. " 
Kêu gọi tham gia sau cuộc tuần hành để duy trì động lực, Michael Moore thúc dục những người biểu tình tham gia vào "100 ngày phản đối" chính quyền Trump. Ông đã thành lập một trang web có tên The First 100 Days of Resistance (100 ngày đầu chống đối) trong đó cung cấp một kế hoạch để thực hiện những mục tiêu của người diễu hành. Ông kêu gọi mọi người tham gia liên minh "để ngăn chặn chương trình nghị đầy thù ghét của Trump và tiếp tục phát triển sự nghiệp bình đẳng dân tộc, xã hội, môi trường và kinh tế." Nói rằng Đảng Dân chủ cần sự lãnh đạo mới, Moore cũng kêu gọi những người biểu tình hãy tranh cử.
Khi nói "có lẽ Donald Trump theo đuổi chương trình bạo lực đối với phụ nữ", tác giả Naomi Klein tuyên bố, cô tin rằng điều quan trọng là mọi người thể hiện mối quan tâm của họ về "chiều hướng bôi nhọ phụ nữ của chính quyền mới ". Bà cũng nói rằng điều quan trọng là những người phụ nữ đang tổ chức diễu hành bao gồm một số lượng lớn các phụ nữ da màu.
Trong khi cuộc tuần hành nhằm mục đích tạo ra một phong trào xã hội, Marcia Chatelain Trung tâm Đại học Georgetown cho công bằng xã hội nhận xét rằng sự thành công của nó sẽ phụ thuộc vào khả năng duy trì cái đà này trong những tuần lễ theo sau. "Một trong những mục tiêu của bất kỳ loại tuần hành hoặc bất kỳ loại dấu hiệu bày tỏ rõ rệt sự đoàn kết là để có được cảm hứng, truyền cảm hứng cho mọi người làm nhiều hơn nữa. Và câu hỏi là, tại cuộc diễu hành, loại cơ cấu tổ chức hay những phong trào cũng sẽ có mặt để giúp mọi người biết làm thế nào để chuyền năng lượng của mình cho ngày hôm sau và cho một đoạn đường dài? " Nhà sử học Michael Kazin cũng bình luận về tầm quan trọng của một chiến lược lâu dài: "Tất cả những phong trào thành công trong lịch sử nước Mỹ có cả chiến lược bên trong và bên ngoài-  Nếu bạn chỉ phản đối, và chỉ dừng lại ở đó, bạn sẽ không thực hiện được bất cứ điều gì. " 

### Chỉ trích
Trước cuộc tuần hành, nhiều người cho rằng chương trình ít có khả năng thành công vì mục tiêu chính trị không rõ ràng hoặc đặt không đúng chỗ.
Fox News tường thuật, mặc dù được gọi là cuộc tuần hành vì quyền của phụ nữ, nó chủ yếu là một cuộc phản đối "chống lại Trump".

## Địa điểm
Các cuộc tuần hành đoàn kết được tổ chức ở tất cả 50 tiểu bang và Puerto Rico, cũng như trong 55 thành phố trên toàn cầu, bao gồm Tokyo, Sydney, Nairobi, Bogotá cũng như ở Paris, London, Berlin, Amsterdam, Mexico City, Bangkok, Delhi, Cape Town và các thành phố khác.

### Hoa Kỳ
| Tiểu bang        | Thành phố              | Hình | Số người tham dự | Chú thích |
| ---------------- | ---------------------- | ---- | ---------------- | --- |
| Washington, D.C. |                        |      | 500.000          | 20 tháng 1 năm 2017, 222.000 người đã trả lời thư mời dự cuộc diễu hành Washington D.C. và 251.000 khác cho thấy quan tâm tới. Ngày 16 tháng 1 năm 2017, Fox News đưa tin rằng chính quyền chờ đợi "một đám đông gần 500.000 người". Giấy phép diễu hành của Công viên Quốc gia ước tính ban đầu đến sân khoảng 200.000 người tham gia nhưng vào ngày 21, người đứng đầu bộ phận An ninh Nội địa của DC sửa đổi ước tính tới 500.000 người nhiều hơn đáng kể ước tính tham dự buổi lễ nhậm chức Tổng thống Donald Trump ngày hôm trước. Thống đốc Virginia Terry McAuliffe thông báo rằng ông sẽ tham dự cuộc tuần hành thay vì cuộc diễu hành nhậm chức. McAuliffe nói rằng ông sẽ diễu hành tại Washington với vợ Dorothy, phó Thống đốc Ralph Northam và Cecile Richards, chủ tịch của Planned Parenthood Federation of America. Do mâu thuẫn thời giờ tại Đài tưởng niệm Lincoln, một giấy phép đã được bảo đảm vào ngày 09 tháng 12 để bắt đầu diễu hành trên đại lộ Độc lập ở góc tây nam của tòa nhà Capitol và tiếp tục đi dọc National Mall. |
| Alabama          | Birmingham             |      | 5.000            | Cuộc diễu hành bắt đầu từ Kelly Ingram Park, nơi trong lịch sử được biết tới là chấn tâm của phong trào Dân quyền trong thập niên 1960. |
| Alaska           | Anchorage              |      | 2.000–3.500      | Hàng ngàn người phản đối tại Delaney Park Strip. |
|                  | Cordova                |      | 112+             | Phụ nữ, đàn ông và trẻ em tập hợp tại Main Street trước 10 giờ sáng để diễu hành yên bình tại trung tâm phía nam thị trấn thôn quê Cordova. |
|                  | Fairbanks              |      | 2.000            | Người dân diễu hành trong trời rét lạnh. |
| Arizona          | Phoenix                |      | 20.000           | |
|                  | Tuscon                 |      | 15.000           | Dân chúng xuống đường một cách yên bình, để bày tỏ sự ủng hộ cho quyền phụ nữ, người da màu, dân di cư, những người có tật, cộng đồng LGBTQ và các nhóm thiểu số khác. |
| Arkansas         | Little Rock            |      | 7.000            | Những người phản đối tuần hành tới Arkansas State Capitol Building. |
| California       | Los Angeles            |      | 750.000+         | Cuộc tuần hành đoàn kết được ước tính là cuộc diễu hành đông thứ nhì toàn quốc. Các người tổ chức ước tính khoảng 750.000 người có mặt. |
|                  | Oakland                |      | 100.000          | |
|                  | Sacramento             |      | 20.000           | |
|                  | San Diego              |      | 30.000–40.000    | 3.000 người khác tổ chức một cuộc tuần hành tại quận phía bắc San Diego ở thành phố San Marcos. |
|                  | San Francisco          |      | 50.000           | Cuộc diễu hành được tổ chức bên ngoài San Francisco City Hall, mà được rọi hồng trong sự tôn trọng cuộc phản đối. |
|                  | San Francisco Bay Area |      | 5.000+           | Bên ngoài San Francisco, San Jose, và Oakland, người dân diễu hành ở Santa Rosa, California. Khoảng 10.000 diễu hành ở trung tâm Walnut Creek. |
|                  | Santa Ana              |      | 20.000           | |
| Colorado         | Colorado Springs       |      | 7.000            | Người dân tuần hành qua phố Colorado Springs. |
|                  | Denver                 |      | 100.000          | Một cuộc biểu tình xảy ra tại Civic Center. |
| Connecticut      | Hartford               |      | 10.000           | Cuộc tuần hành có sự ủng hộ của thống đốc Dannel Malloy. |
|                  | Stamford               |      | 5.000            | Người dân tuần hành yên bình tại Stamford, Connecticut, sau một cuộc diễu hành ở Mill River Park. |
| Delaware         | Newark                 |      | 1.000            | Dân chúng tham dụ một cuộc tuần hành dài 2,4 miles. |
| Florida          | Miami                  |      | 1.000+           | Biểu tình tại Bayfront Park ở Miami, Florida lên đến khoảng trên 10,000 và người biểu tình bắt đầu tràn xuống đường phố. |
|                  | Sarasota,              |      | 10.000           | Nhà văn Stephen King tham gia vào cuộc tuần hành. |
| Georgia          | Atlanta                |      | 60.000           | John Lewis tham dự cuộc diễu hành Atlanta, với hơn 60.000 tuần hành tới Georgia State Capitol. |
| Hawaii           | Downtown Honolulu      |      |                  | Hàng ngàn người xuống đường. |
| Idaho            | Boise                  |      | 5.000            | Trong một trận tuyết rơi lớn ban đầu trở thành mưa. |
| Illinois         | Chicago                |      | 250.000          | Những người tổ chức cho cuộc tuần hành đoàn kết ở Chicago, Illinois, ban đầu chuẩn bị cho một đám đông 22.000. Khoảng 250.000 người phản đối tụ tập lại ở Grant Park để bắt đầu một cuộc diễu hành Vì đông người quá, cuộc tuần hành chính thức bị hủy bỏ, những người phản đối tràn xuống đường phố Chicago Loop. |
| Indiana          | Indianapolis           |      | 4.500–5.000      | Cuộc phản đối tại Indiana State Capitol theo cảnh sát là cuộc xuống đường đông nhất gần đây. |
|                  | South Bend             |      |                  | Một đám đông khoảng hàng ngàn người tụ tập trước Morris Performing Arts Center để đi tuần hành. |
| Iowa             | Des Moines             |      | 5.000–10.000     | cuộc tuần hành gần Iowa State Capitol bao gồm phụ nữ, đàn ông và trẻ em hỗ trợ quyền phụ nữ và các vấn đề chăm sóc sức khỏe, môi trường và di dân. con số sau đó được cho là khoảng 26.000 người. |
| Kansas           | Kansas City            |      | 10.000           | Cuộc biểu tình được tổ chức tại Washington Square Park trong phố của Kansas City. |
|                  | Topeka                 |      | 3.000            | |
| Kentucky         | Louisville             |      | 5.000            | Người dân tập hợp ở Louisville's Metro Hall để diễu hành ở Louisville, Kentucky. |
| Louisiana        | New OrAleans           |      | 10.000–15.000    | |
|                  | Shreveport             |      |                  | Hàng trăm đàn ông, phụ nữ và trẻ em diễu hành chung quanh tòa án địa phương Caddo, để bày tỏ sự đoàn kết với cuộc tuần hành phụ nữ ở Washington. |
| Maine            | Portland               |      | 10.000+          | Người dân diễu hành trong một trong những cuộc tuần hành phản đối lớn nhất được tổ chức ở Portland. Ở Maine, các cuộc tuần hành được tổ chức ở Augusta, Brunswick, Sanford và Kennebunk. |
| Maryland         |                        |      |                  | |
| Massachusetts    | Boston                 |      | 150.000          | Một cuộc tuần hành phụ nữ xảy ra ở Boston Common, phố của Boston, Massachusetts. Thượng nghị sĩ Elizabeth Warren và Ed Markey nói chuyện với đám đông. Khoảng 150.000 tới 175.000 người tham dự. |
| Michigan         | Ann Arbor              |      | 11.000           | Dan biểu Debbie Dingell nói tại cuộc tuần hành phụ nữ ở Ann Arbor. Những người phản đối diễu hành tại Ann Arbor, Michigan, và tham dự sau đó một diễn văn của Debbie Dingell tại đại học Michigan. |
|                  | Detroit                |      | 4.000            | Người dân phản đối tại sân trường Wayne State University ở Midtown Detroit. |
|                  | Houghton               |      | 500+             | Dân chúng tham dự một cuộc tuần hành ngang qua Portage Lake Lift Bridge giữa Houghton ở Upper Peninsula. |
|                  | Lansing                |      | 10.000           | |
| Minnesota        | Saint Paul, Minnesota  |      | 90.000–100.000   | người dân diễu hành tới Minnesota State Capitol từ những nơi khác nhau trong thành phố. |
| Mississippi      |                        |      |                  | |
| Missouri         | Springfield            |      | 2.000+           | |
|                  | St. Louis              |      | 13.000           | Người dân tuần hành yên bình trong phố St. Louis từ Union Station tới một nơi tập hợp tại Luther Ely Smith Square. |
| Montana          | Helena                 |      | 10.000           | Người dân tuần hành qua thành phố và chung quanh Montana State Capitol. |
| Nebraska         |                        |      |                  | |
| Nevada           |                        |      |                  | |
| New Hampshire    |                        |      |                  | |
| New Jersey       | Asbury Park            |      | 7.000            | Những người phản đối tuần hành ở Asbury Park, New Jersey. |
| New Mexico       | Albuquerque            |      | 10.000           | Những người phản đối tập hợp ở Civic Plaza. |
|                  | Las Cruces             |      | 1.500            | Hơn 20 nhóm tham dự cuộc tuần hành concerned residents. |
| New York         | Buffalo                |      | 2.500–3.000      | A march in Niagara Square drew demonstrators and local politicians. |
|                  | Ithaca                 |      | 10.000           | cuộc biểu tình bắt đầu và chấm dứt ở Ithaca Commons. |
|                  | New York City          |      | 400.000          | Ở Manhattan, hàng trăm ngàn người tuần hành từ [Headquarters of the United Nations]] tới nhà Donald Trump. Văn phòng thị trưởng công bố con số người tham dự là trên 400.000. |
|                  | Poughkeepsie           |      | 5.000            | tuần hành tại Walkway over the Hudson. |
| North Carolina   | Raleigh                |      | 17.000           | [ 128 ] |
| North Dakota     |                        |      |                  | |
| Ohio             | Cincinnati             |      | 7.700            | Tuần hành phụ nữ bắt đầu lúc trưa ở Washington Park, đi về phía City Hall và trở lại Washington Park. |
| Oklahoma         | Oklahoma City          |      | 12.000+          | Cuộc biểu tình được tổ chức trước Oklahoma State Capitol. |
| Oregon           | Portland               |      | 100.000          | [ 131 ] |
|                  | Salem                  |      | 2.000            | Thống đốc Kate Brown tham dự vào cuộc tuần hành. |
| Pennsylvania     |                        |      | 50.000           | Cuộc tuần hành từ Logan Square tới Eakins Oval, và sau đó tập hợp ở Eakins Oval. |
| Rhode Island     |                        |      |                  | |
| South Carolina   |                        |      |                  | |
| South Dakota     |                        |      |                  | |
| Tennessee        | Nashville              |      | 15.000+          | |
| Texas            | Austin                 |      | 40.000–50.000    | |
|                  | Dallas                 |      | 10.000           | |
|                  | Denton                 |      |                  | |
|                  | Houston                |      | 22.000           | Những người phản đối tuần hành qua phố tới City Hall. Thị trưởng Houston Sylvester Turner nói chuyện tại cuộc tập hợp. |
| Utah             | Park City              |      |                  | Những người nổi tiếng phản đối tại Sundance Film Festival chống lại Trump và cho nữ quyền, bao gồm Charlize Theron, Kristen Stewart, John Legend, Kevin Bacon, Chelsea Handler, và Benjamin Bratt. |
| Vermont          | Montpelier             |      | 15.000–20.000    | Bernie Sanders tham dự cuộc tập hợp. |
| Virginia         | Norfolk                |      | 2.000            | 2 nhóm tuần hành riêng lẻ nhưng cùng với một ý định. |
| Washington       | Olympia                |      | 10.000           | |
|                  | Seattle                |      | 120.000+         | Tuần hành phụ nữ tại Seattle xảy ra từ Judkins Park tới Space Needle ở Seattle, Washington. |
|                  | Richland               |      | 1.000            | [ 144 ] |
|                  | Spokane                |      | 8.000            | |
|                  | Wenatchee              |      | < 2.000          | |
| West Virginia    |                        |      |                  | |
| Wisconsin        | Madison                |      | 75.000–100.000   | Cuộc phản đối xảy ra chung quanh Wisconsin State Capitol và dọc theo State Street ở Madison. |
| Wyoming          |                        |      |                  | |

## Thư viện
- Những người phản đối nói lý do tại sao họ diễu hành

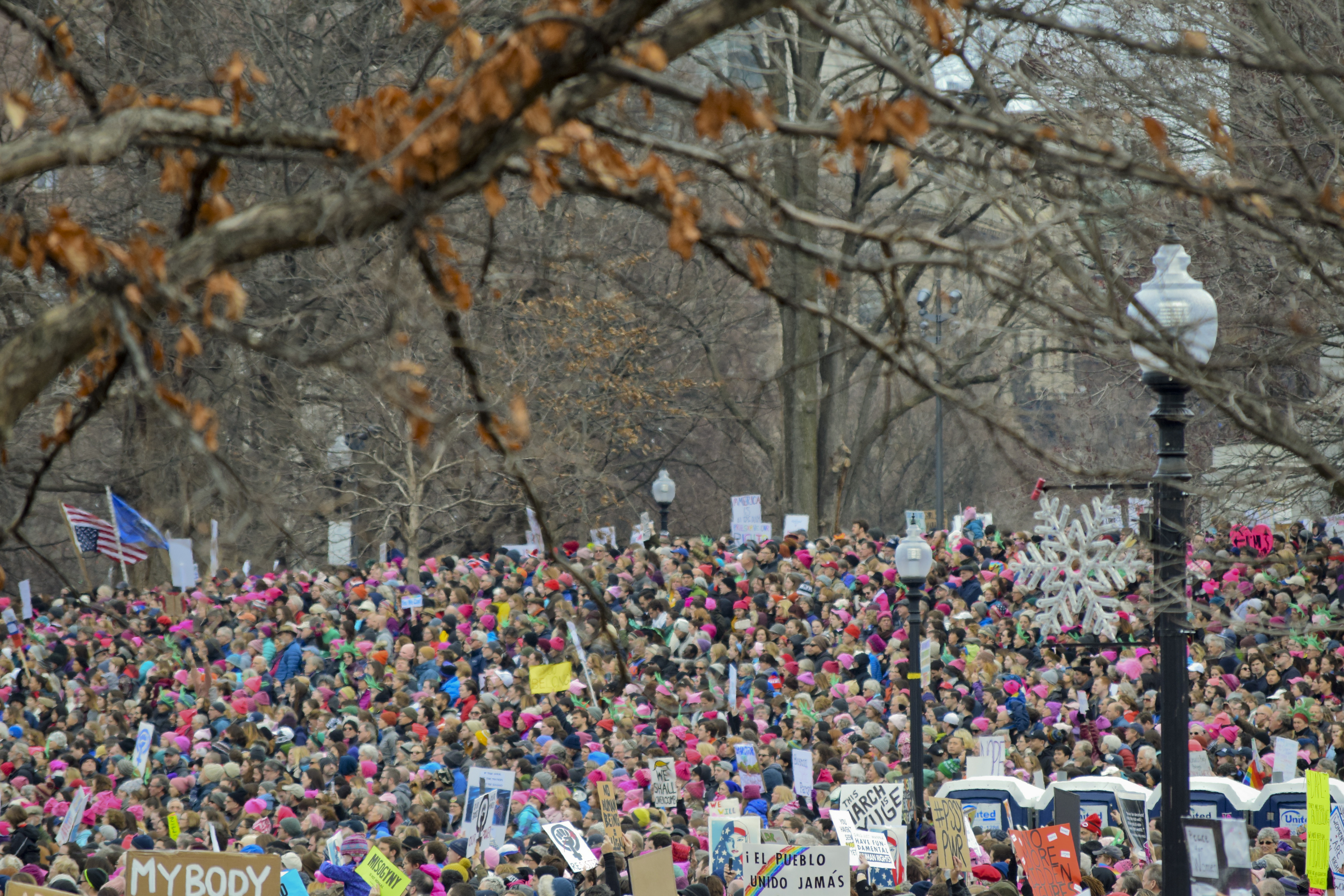
Boston
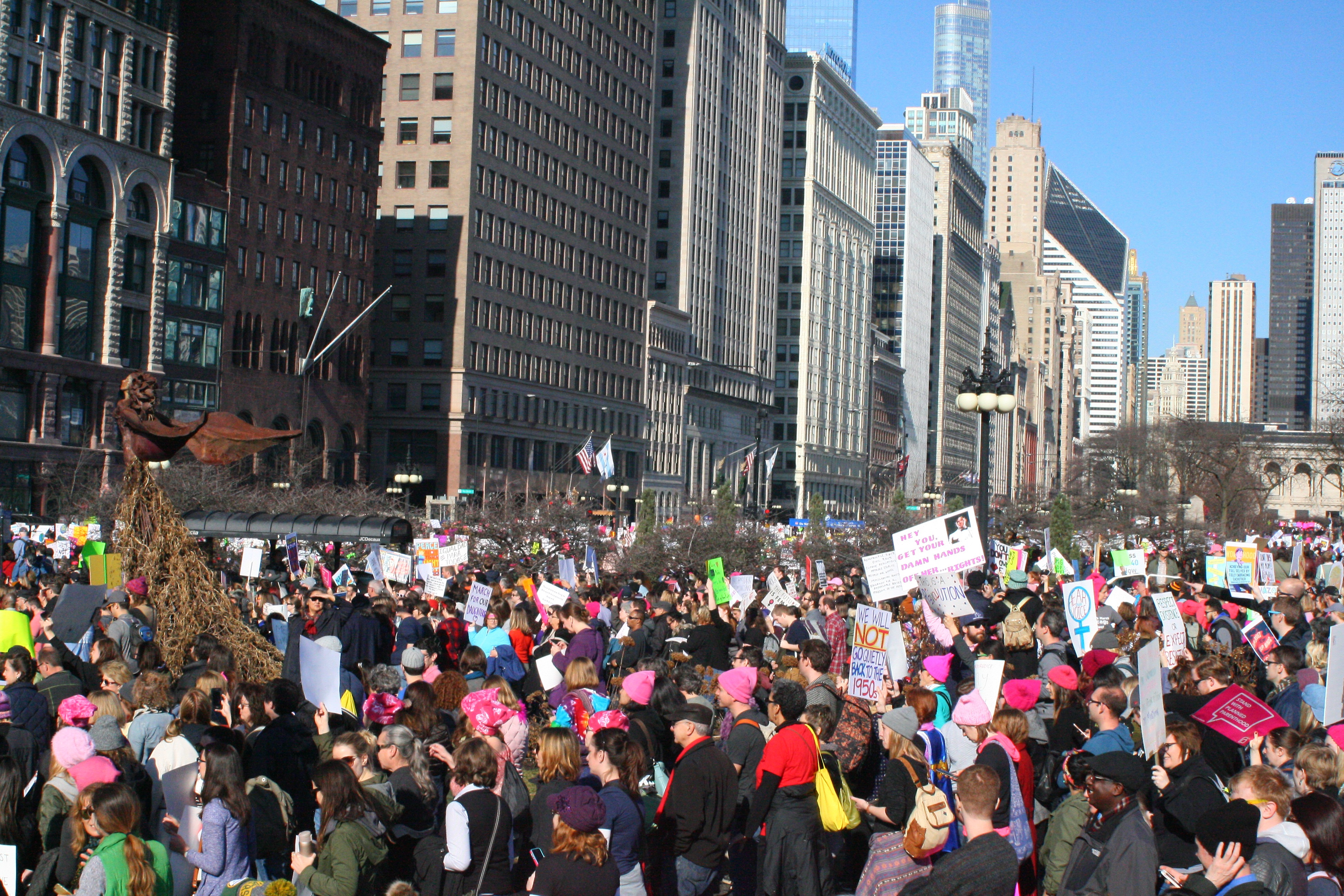
Chicago
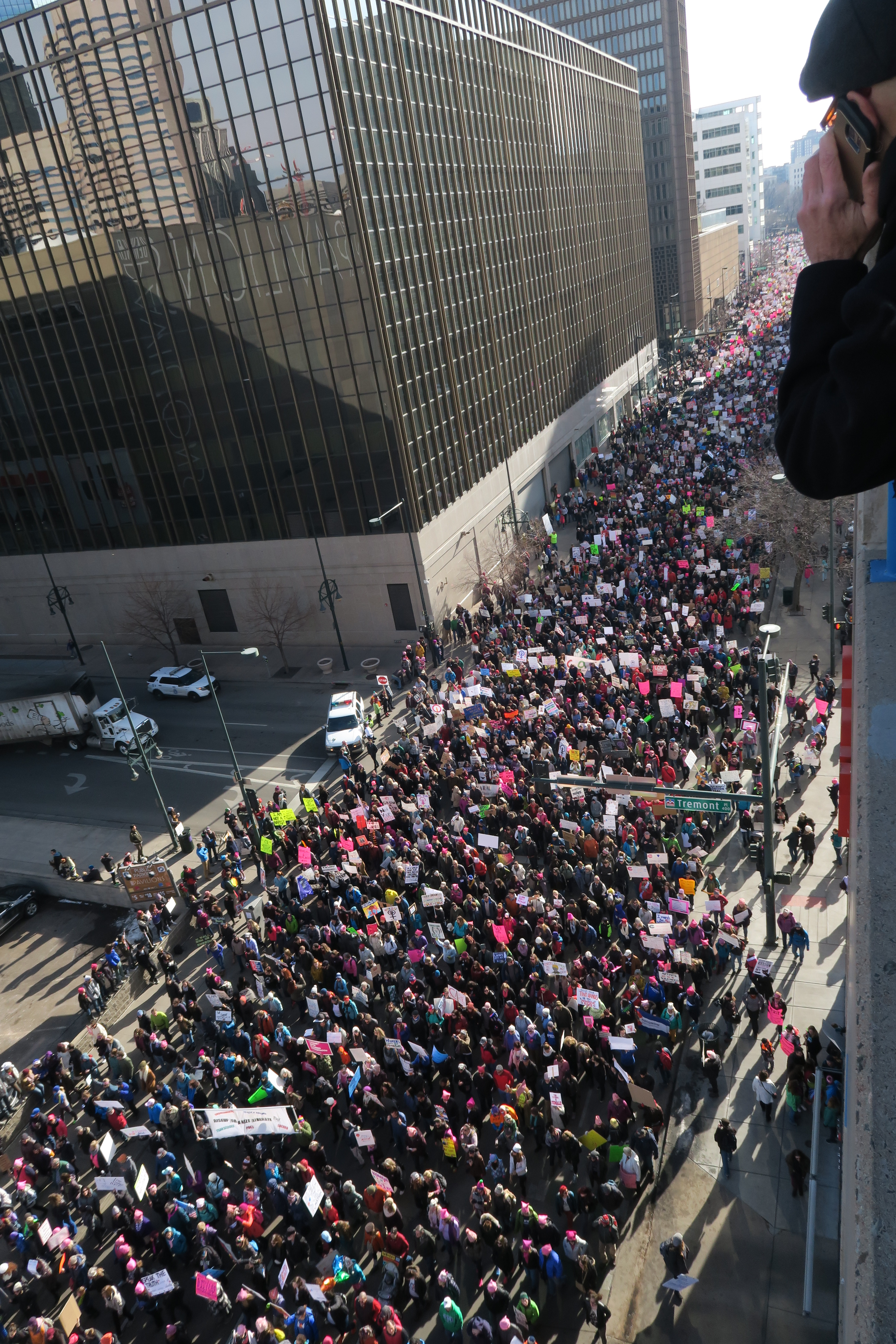
Denver
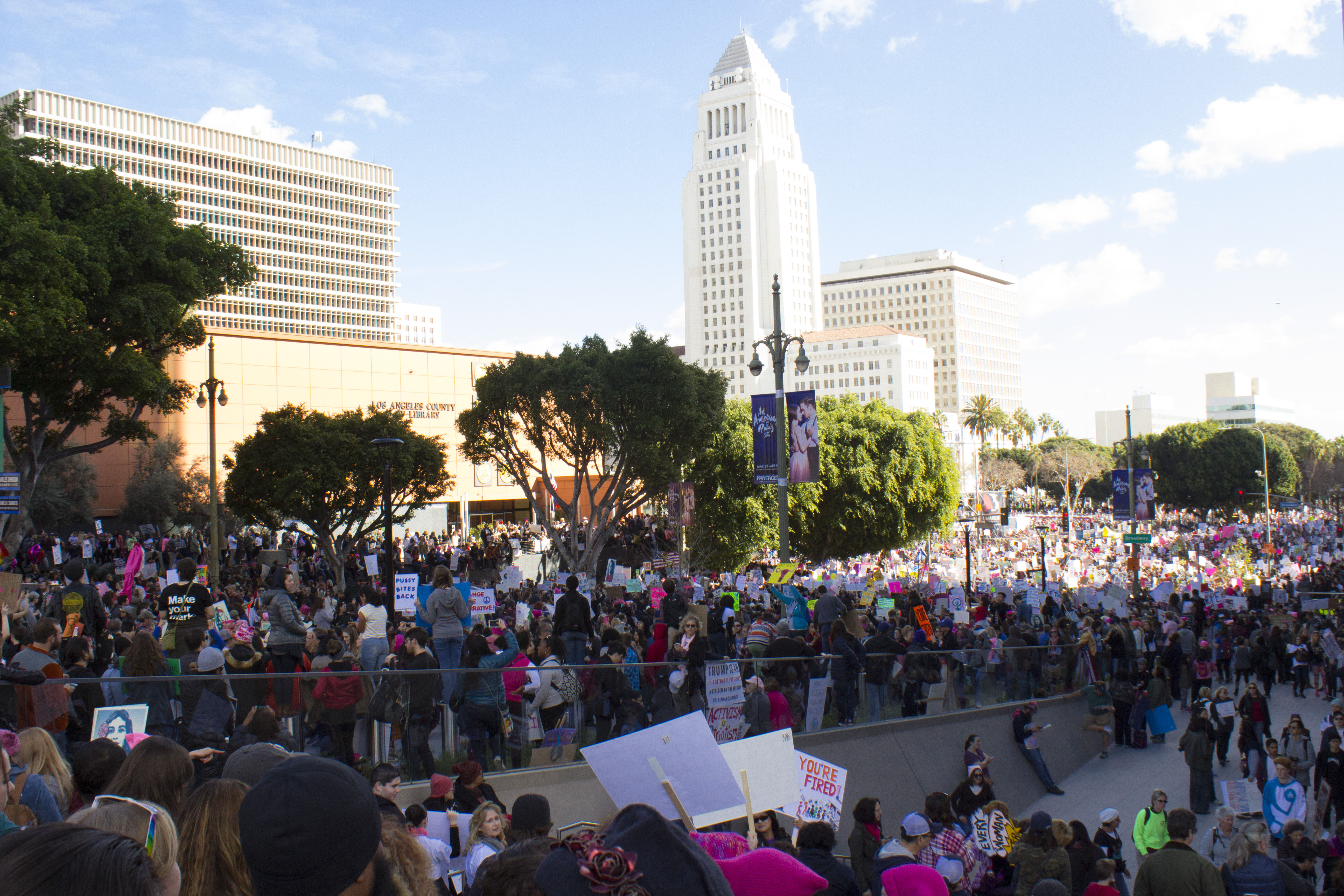
Los Angeles
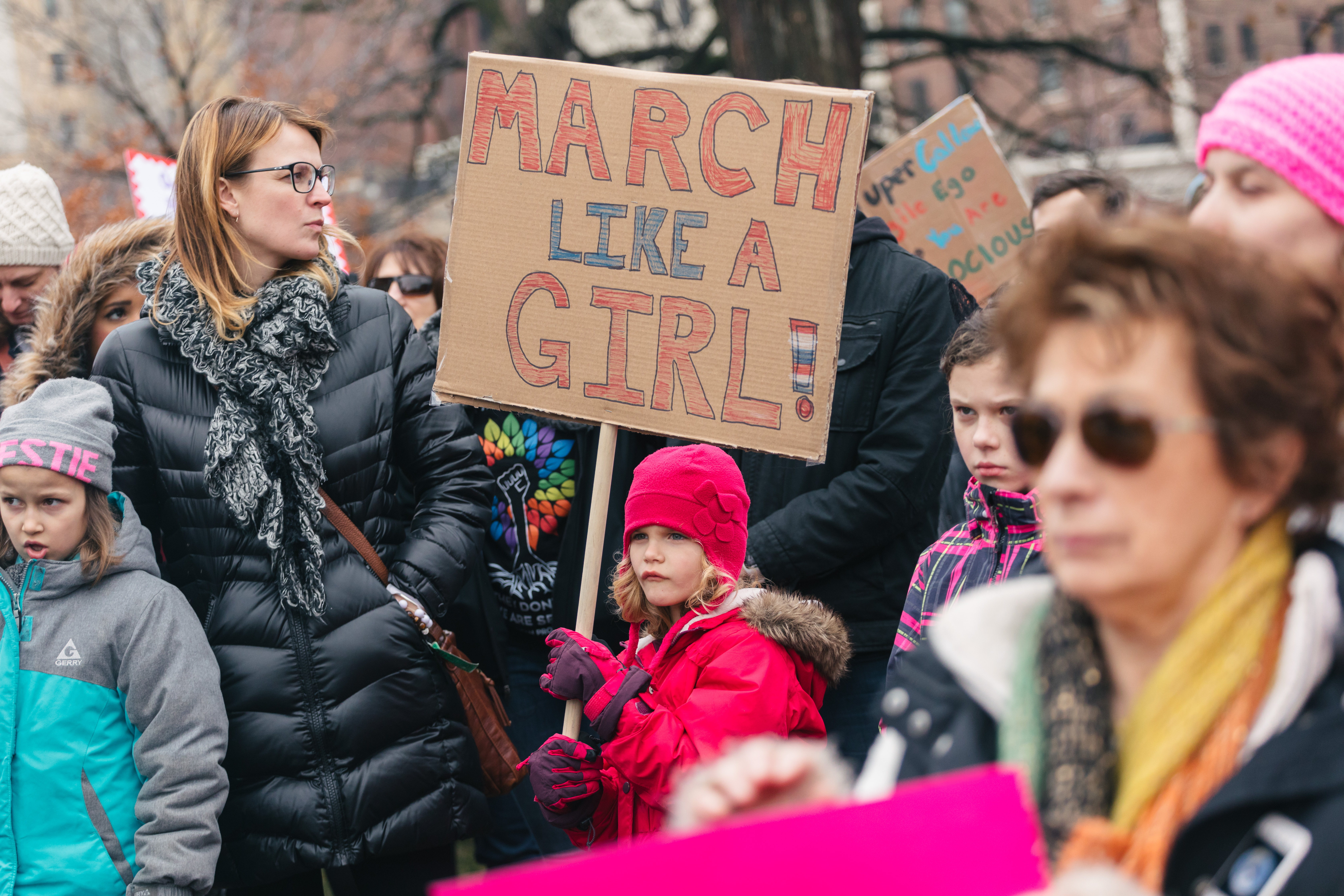
Madison
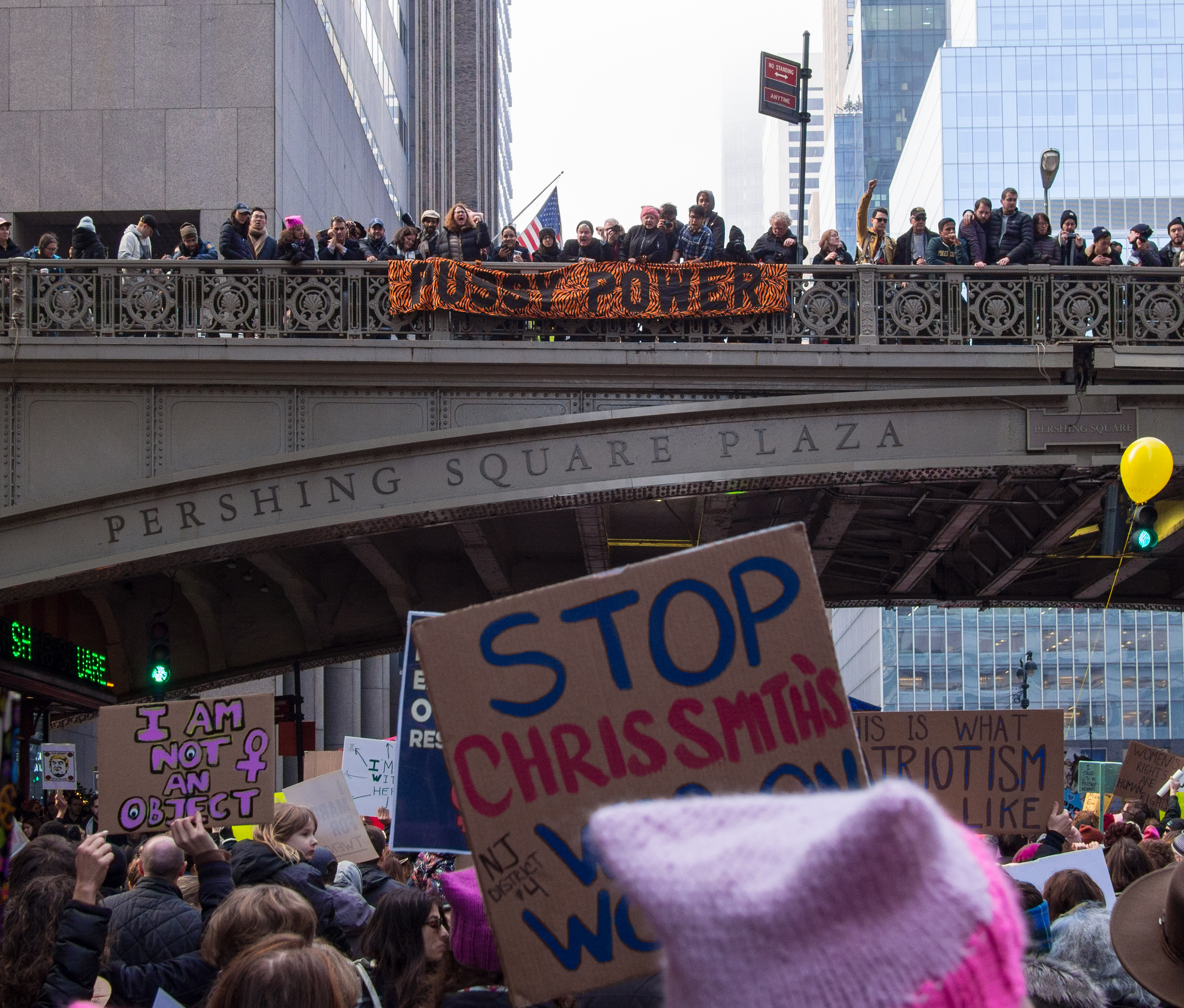
Thành phố New York
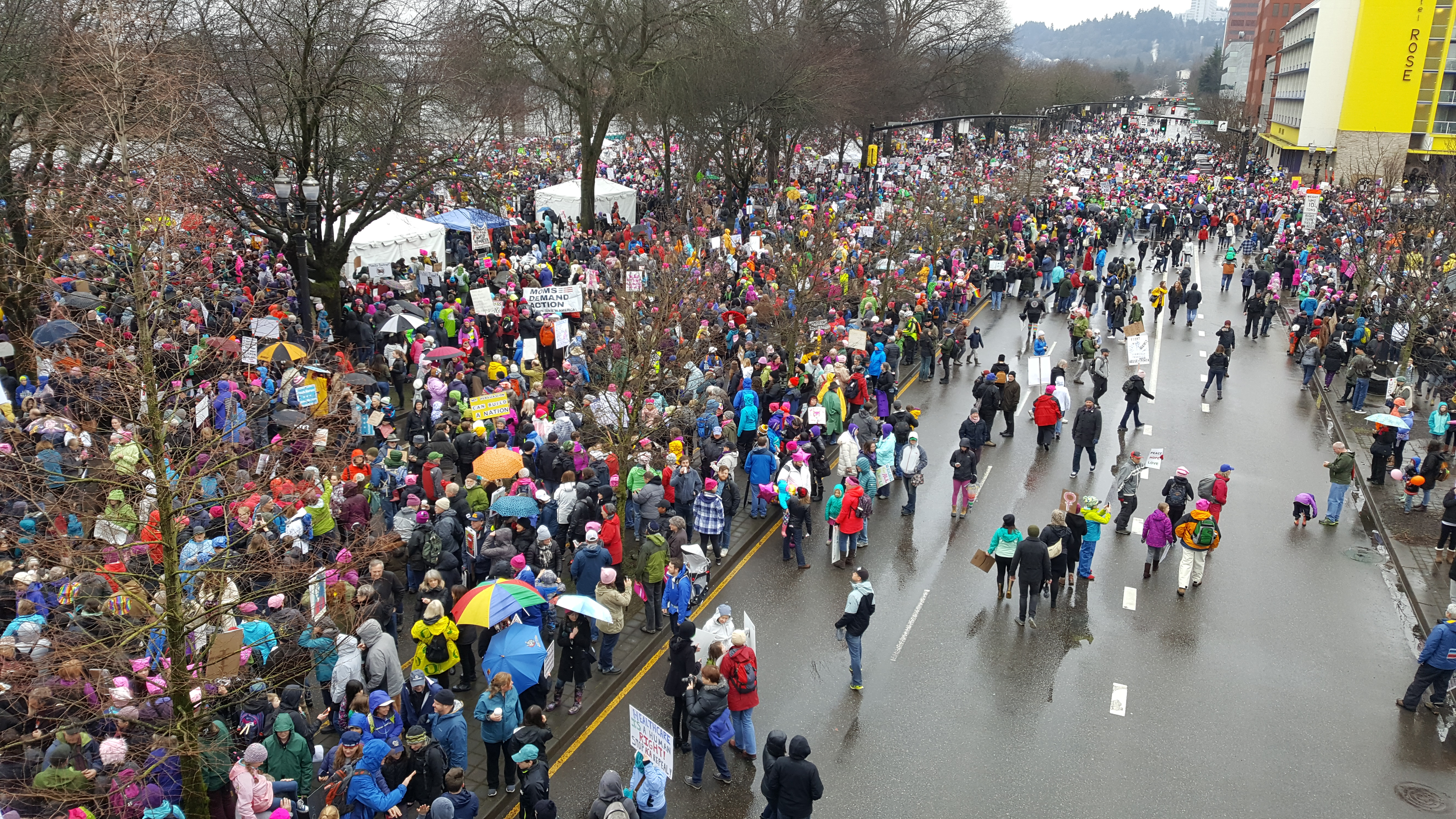
Portland, Oregon
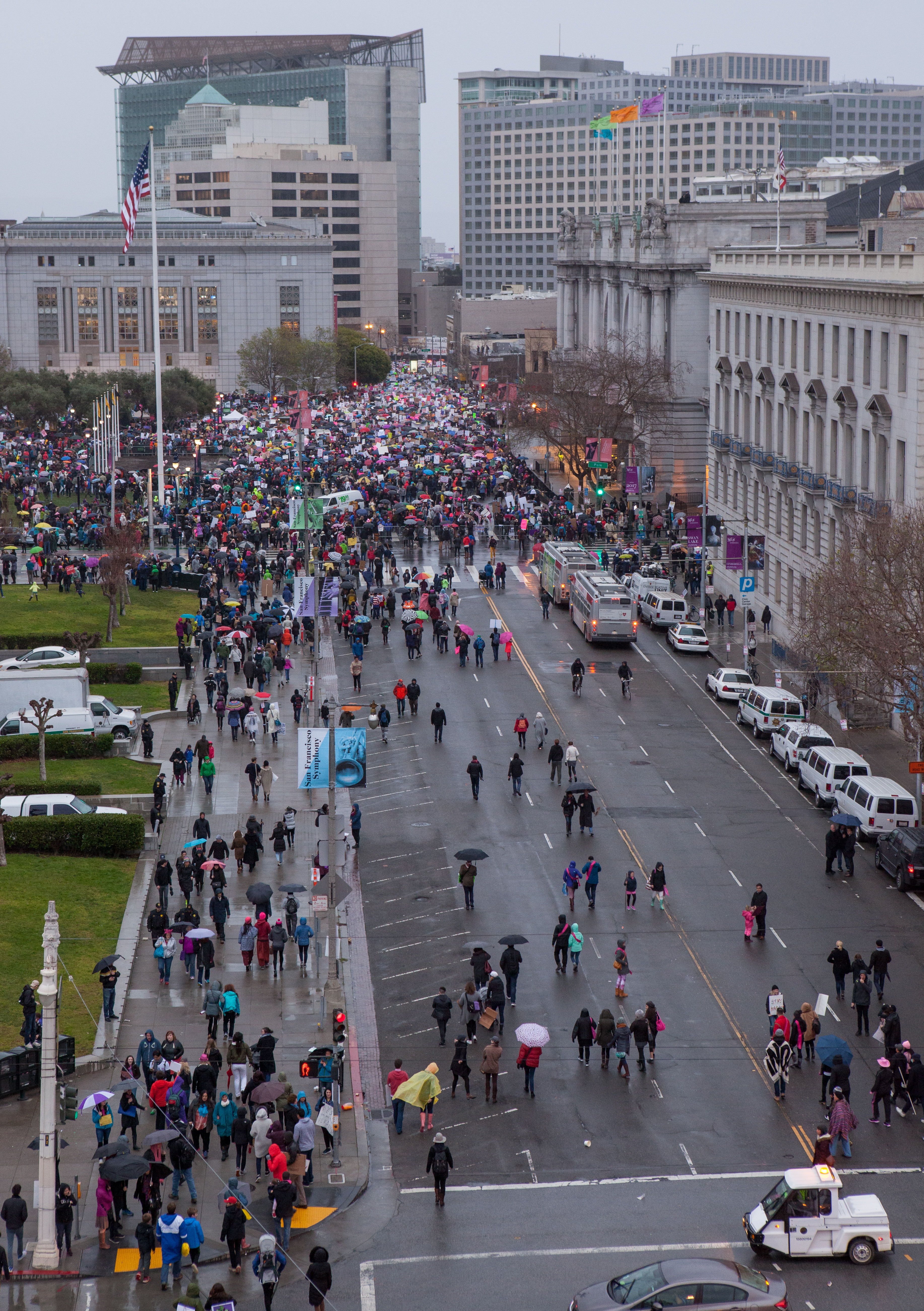
San Francisco
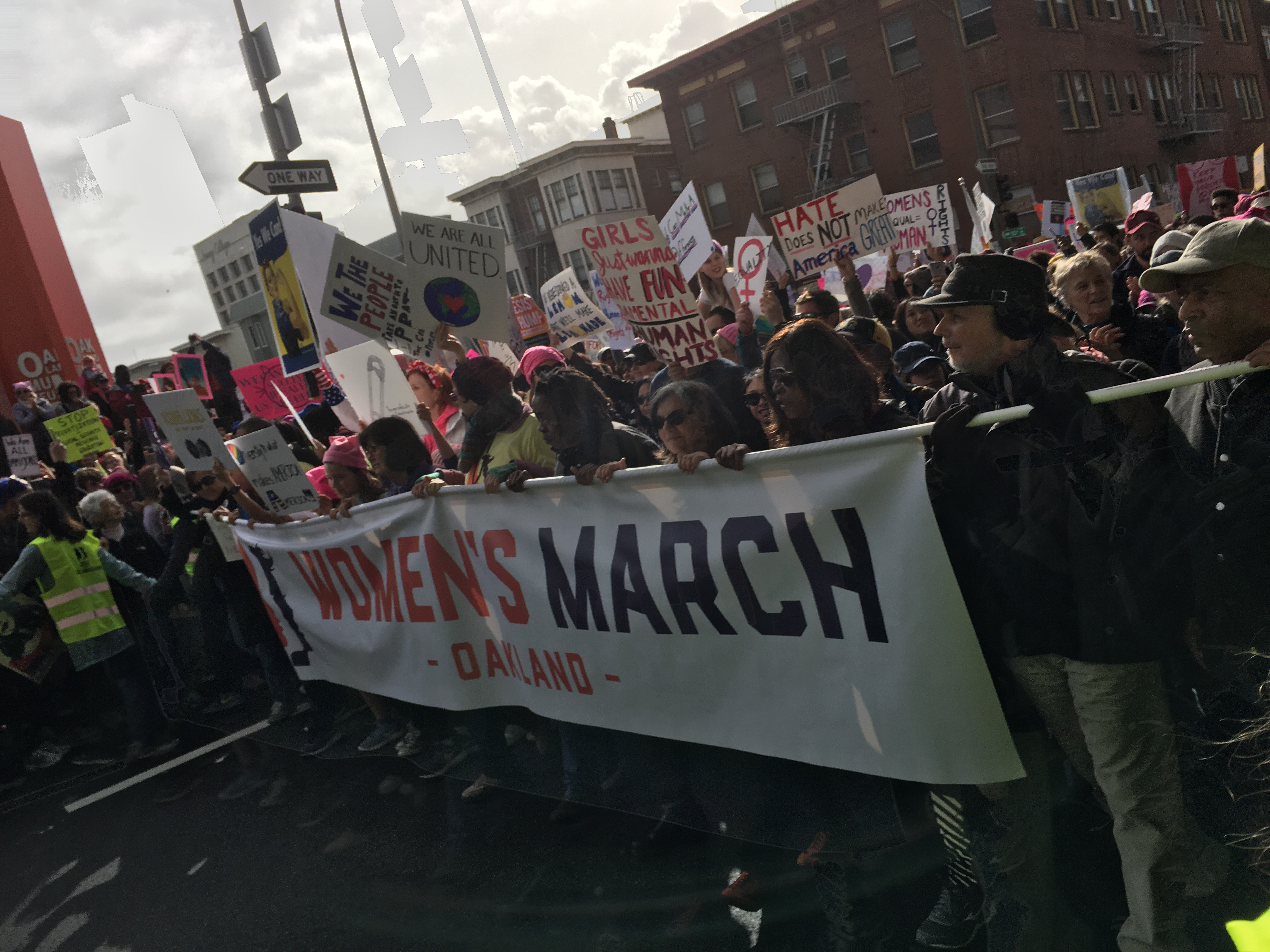
Oakland
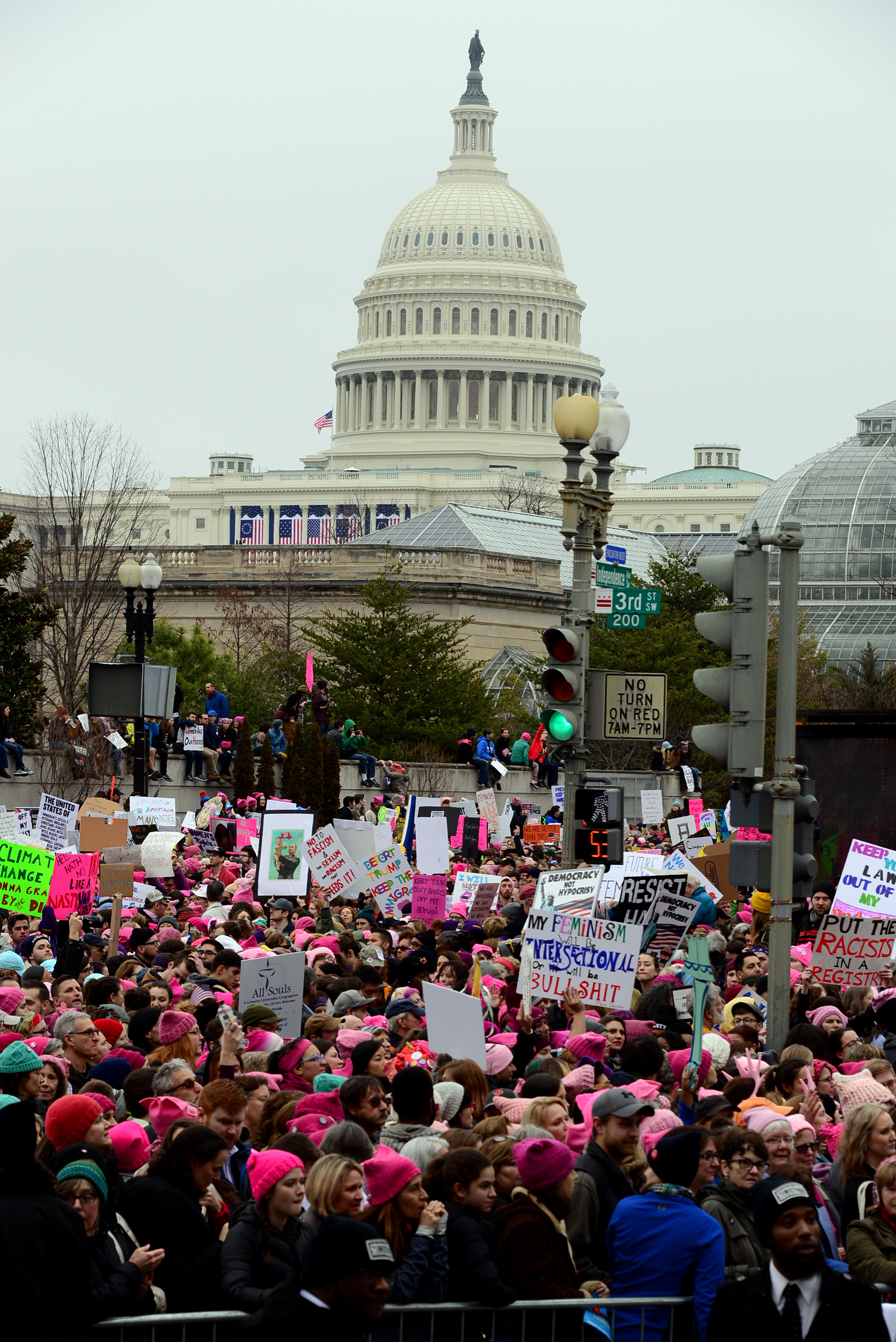
Washington
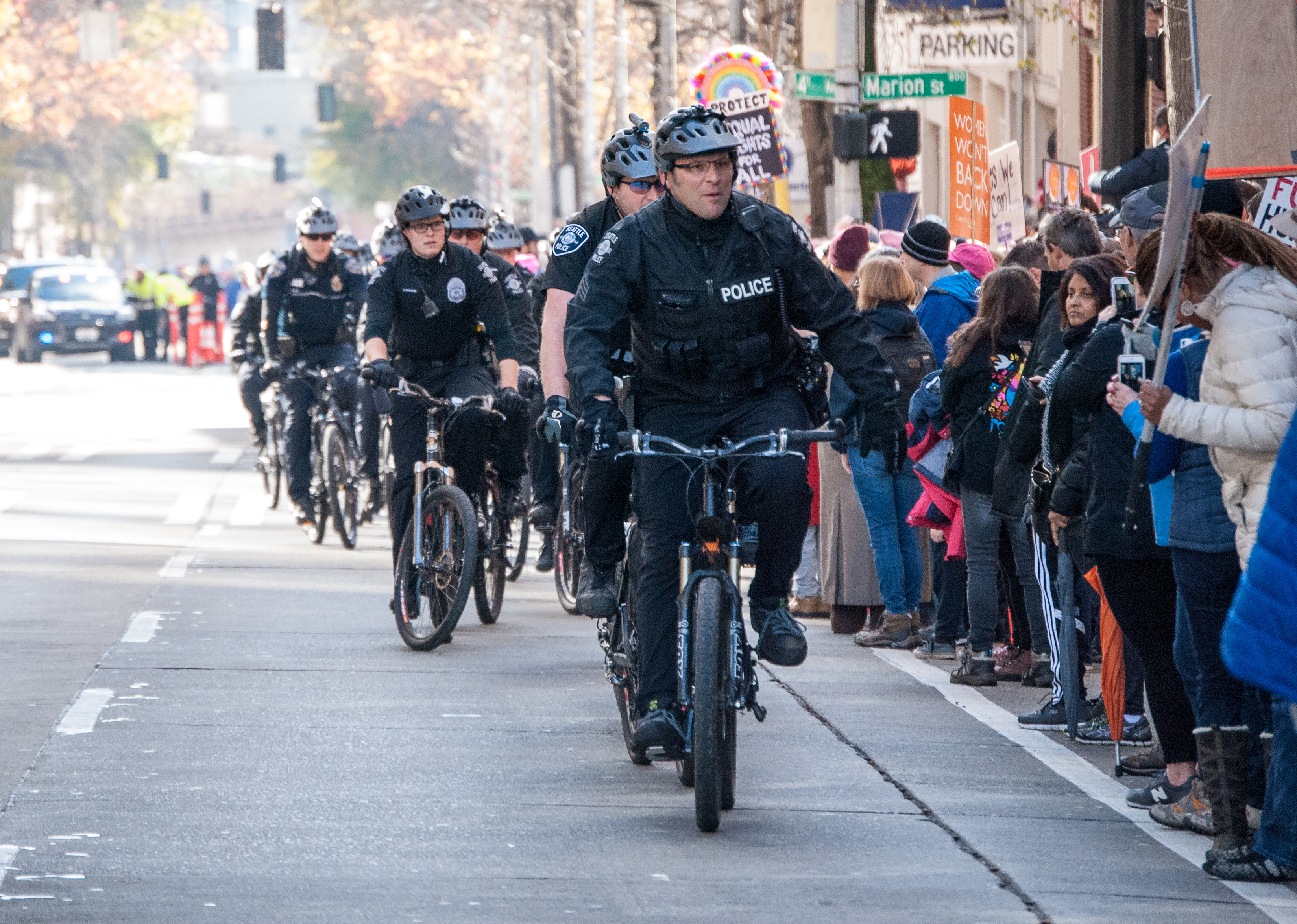
Cảnh sát tuần tra tại Seattle
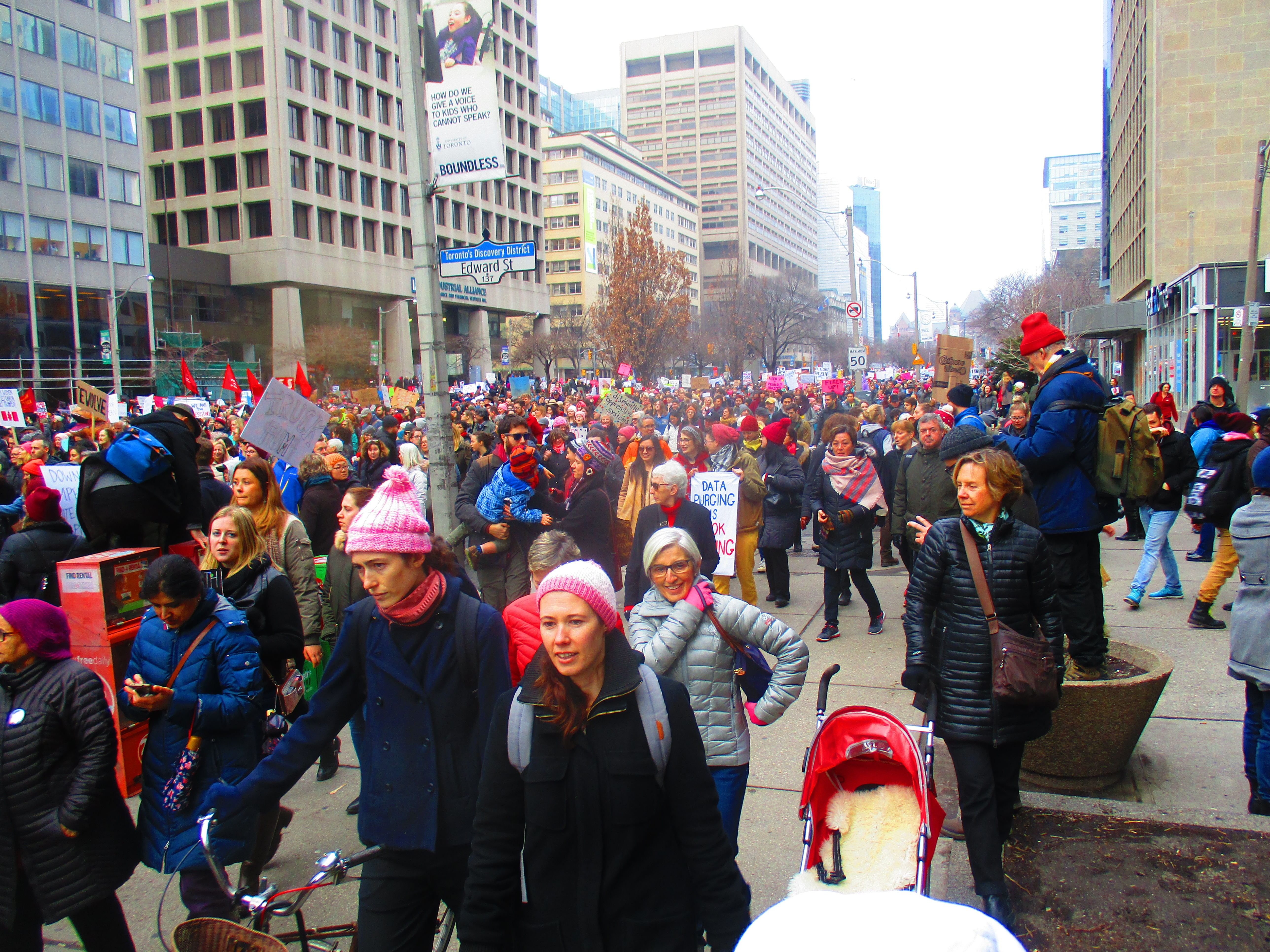
Toronto
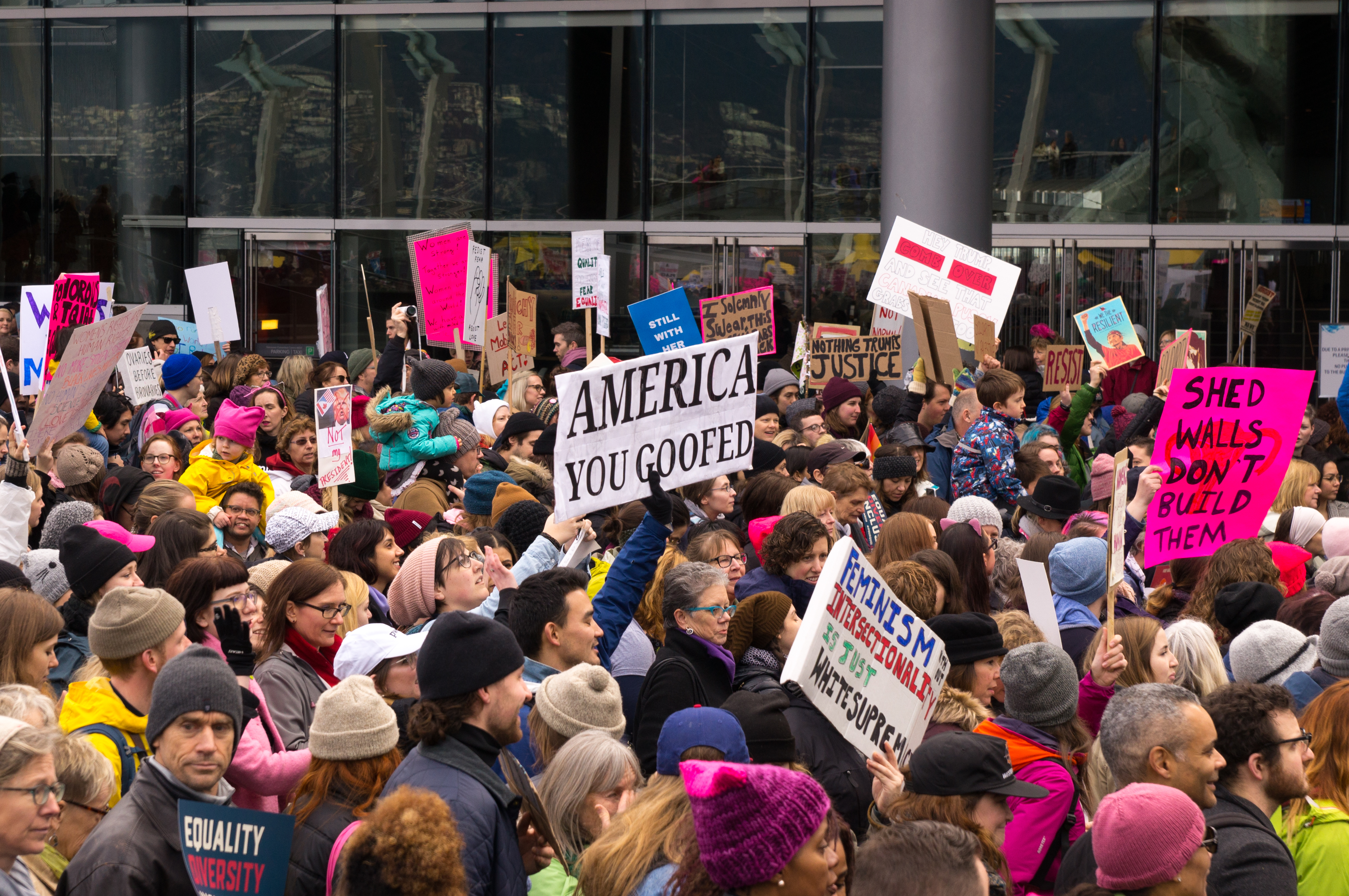
Vancouver
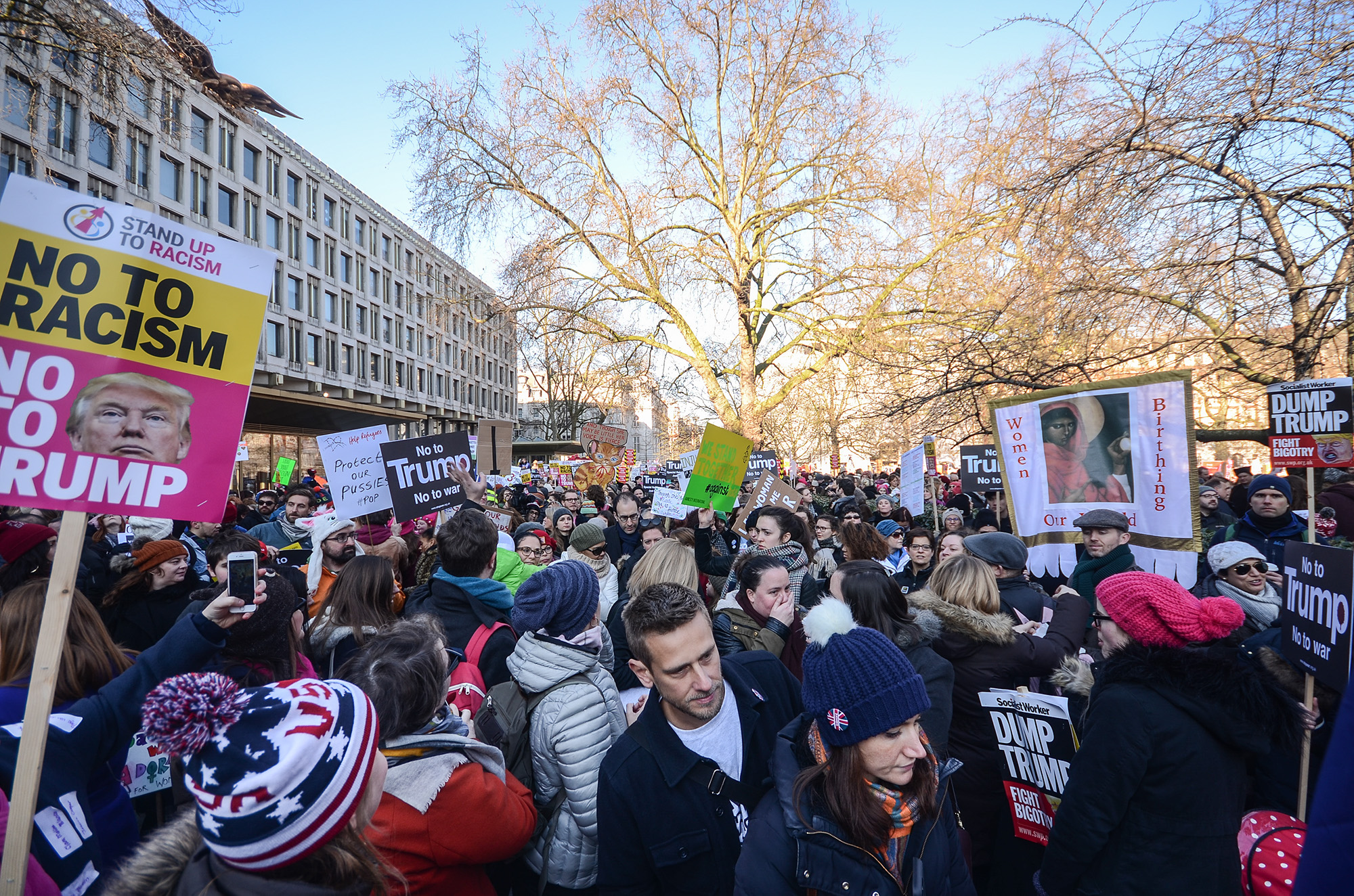
Luân Đôn
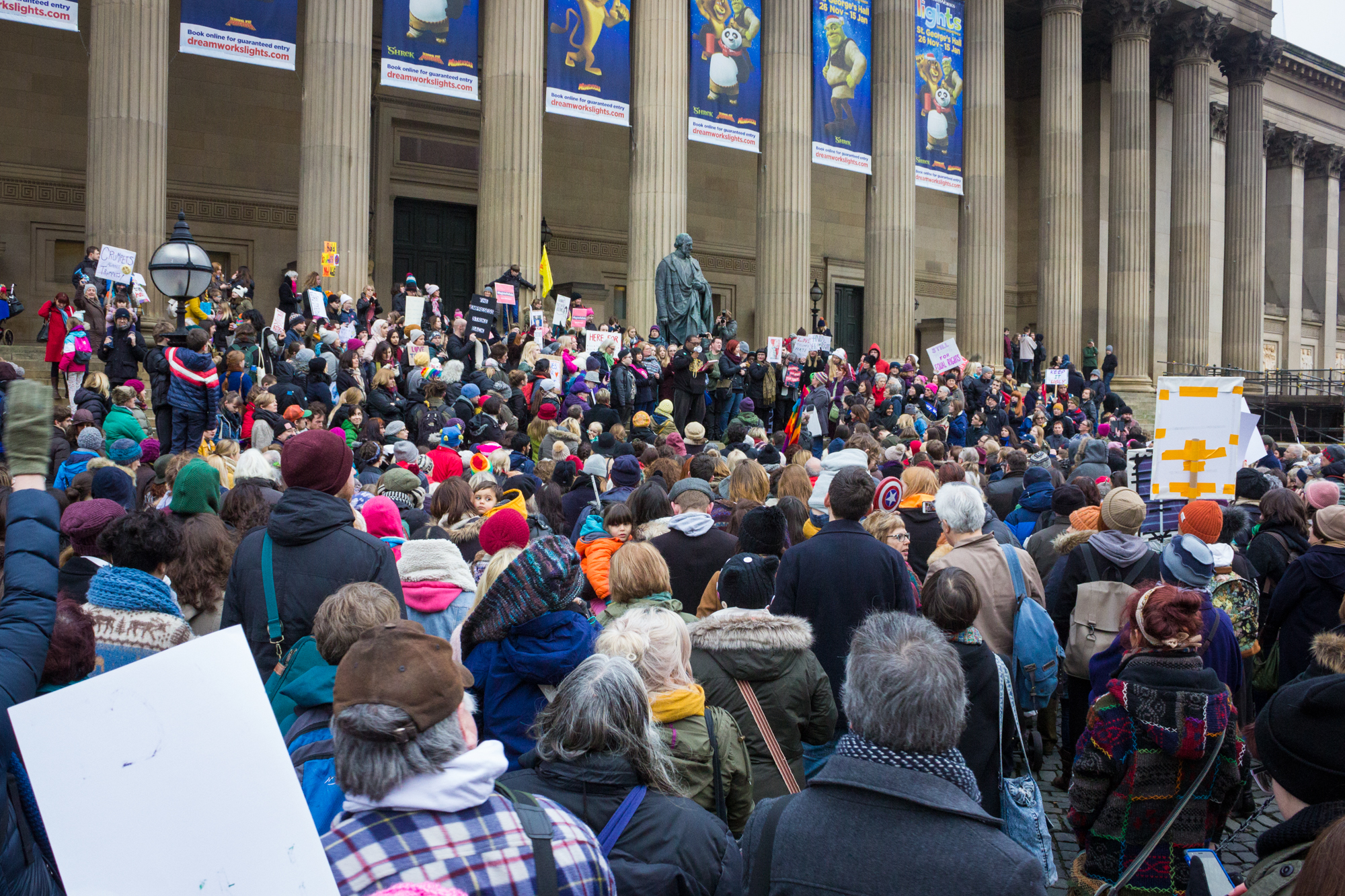
Liverpool
ParisParis